# On Your Feet or on Your Knees
Albums de Blue Öyster Cult
Secret Treaties
(1974) Agents of Fortune
(1976)
On Your Feet or on Your Knees est le premier album live du groupe de rock américain Blue Öyster Cult. Il est sorti le 27 février 1975 sur le label CBS et est produit par Murray Krugman et Sandy Pearlman.

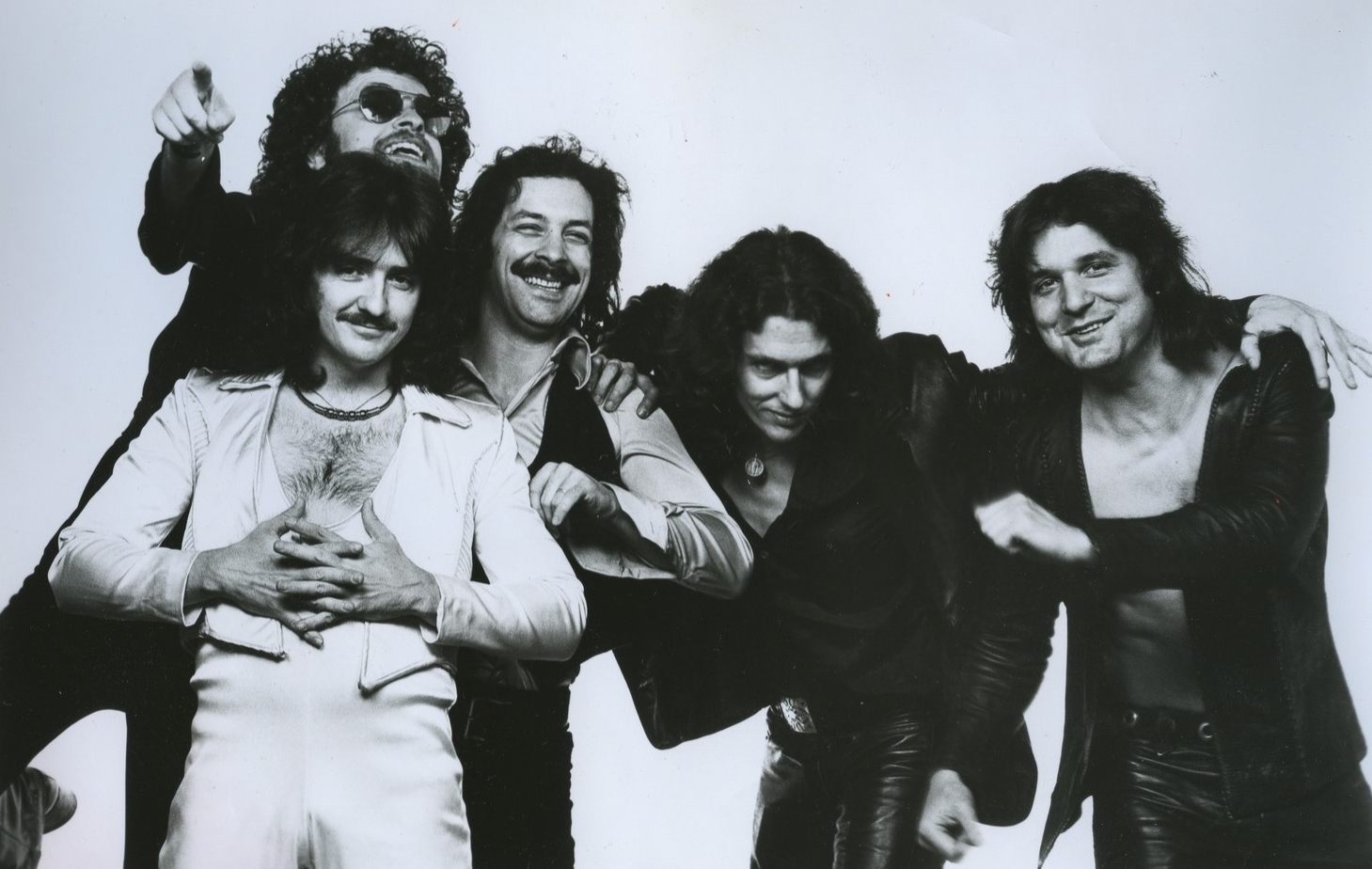
Blue Öyster Cult.

## Description
Chacun des trois premiers albums studio du groupe est représenté par trois chansons. Deux autres chansons sont des reprises (I Ain't Got You des Yardbirds, avec des paroles modifiées, et Born to Be Wild de Steppenwolf) tandis que Buck's Boogie est un instrumental original.
Les morceaux ont été enregistrés lors de concerts à l'Academy of Music à New York, au Paramount Theatre à Portland et Seattle, au Show Palace à Phoenix, au Long Beach Arena en Californie, au P.N.E. Coliseum à Vancouver et au Capitol Theatre dans le New Jersey, bien qu'on ne puisse établir clairement le lieu et la date d'enregistrement de chaque morceau.

## Pochette
La pochette de l'album est typique de l'esthétique sombre et de l'ésotérisme qui, en 1974 (soit l'année précédant la sortie de l'album), valut au groupe une polémique avec la presse, qui y voyait des références à certaines idéologies comme le nazisme. La pochette avant montre une limousine noire arborant un fanion orné du signe de Cronos, garée devant une chapelle sombre et inquiétante sur fond de ciel menaçant. La pochette centrale montre les cinq musiciens du groupe jouant de la guitare sur une scène devant une assemblée de personnages en robes blanches à capuchon (des moines ou des membres du KKK ?). Enfin, la pochette arrière montre deux mains gantées de cuir noir tenant une bible dont les pages centrales affichent le logo du groupe, la liste des morceaux, la liste des officiants (« The Cult »), etc.

## Accueil critique
Le site AllMusic attribue 2 étoiles à l'album. 
Le critique musical William Ruhlmann d'AllMusic souligne que « le premier album live de Blue Öyster Cult (il y en aura deux autres) est aussi le premier à figurer dans le Top 40 des meilleures ventes, ce qui est plus une indication du public que le groupe s'est constitué grâce à ses nombreuses tournées que de sa qualité. Les chansons qui avaient un impact serré et concentré sur les albums studio se sont allongées ici, et cet impact s'est dissipé ».

## Liste des titres

### Disque 1
| 1. | Subhuman          | Eric Bloom, Sandy Pearlman            | Bloom        | 7:30 |
| 2. | Harvester of Eyes | Bloom, Donald Roeser, Richard Meltzer | Bloom        | 4:55 |
| 3. | Hot Rails to Hell | Joe Bouchard                          | Joe Bouchard | 5:55 |

| 4. | The Red and the Black   | Bloom, Albert Bouchard, Pearlman        | Bloom        | 4:33 |
| 5. | 7 Screaming Diz-Busters | Albert & Joe Bouchard, Pearlman, Roeser | Bloom        | 8:27 |
| 6. | Buck's Boogie           | Roeser                                  | instrumental | 7:40 |

### Disque 2
| 7. | (Then Came The) Last Days of May | Roeser                        | Roeser      | 4:35 |
| 8. | Cities on Flame with Rock'n'Roll | A. Bouchard, Roeser, Pearlman | A. Bouchard | 4:08 |
| 9. | Me 262                           | Bloom, Roeser, Pearlman       | Bloom       | 8:47 |

| 10. | Before the Kiss (A Redcap)    | Allen Lanier, Roeser, Pearlman, Murray Krugman | Roeser | 5:05 |
| 11. | Maserati GT (I Ain't Got You) | Calvin Carter                                  | Bloom  | 8:59 |
| 12. | Born to Be Wild               | Mars Bonfire                                   | Bloom  | 6:36 |

## Musiciens
- Eric Bloom : chant, guitare, synthétiseur
- Buck Dharma (Donald Roeser[2]) : guitare, chant sur Before the Kiss et Last Days of May
- Albert Bouchard : batterie, guitare, chant sur Cities on Flame
- Joe Bouchard : guitare basse, chant sur Hot Rails to Hell
- Allen Lanier[3] : guitare, claviers

## Charts et certification
Charts
| Pays                       | Durée du classement | Meilleur classement | Date          |
| -------------------------- | ------------------- | ------------------- | ------------- |
| Canada (RPM)               | 11 semaines         | 22e                 | 26 avril 1975 |
| États-Unis (Billboard 200) | 13 semaines         | 22e                 | 19 avril 1975 |
| France (SNEP)              | 4 semaines          | 19e                 | 1975          |

Certification
| Pays              | Certification | Ventes    | Date            |
| ----------------- | ------------- | --------- | --------------- |
| États-Unis (RIAA) | Or            | 500 000 + | 15 juillet 1975 |